# Busfahrstreifen

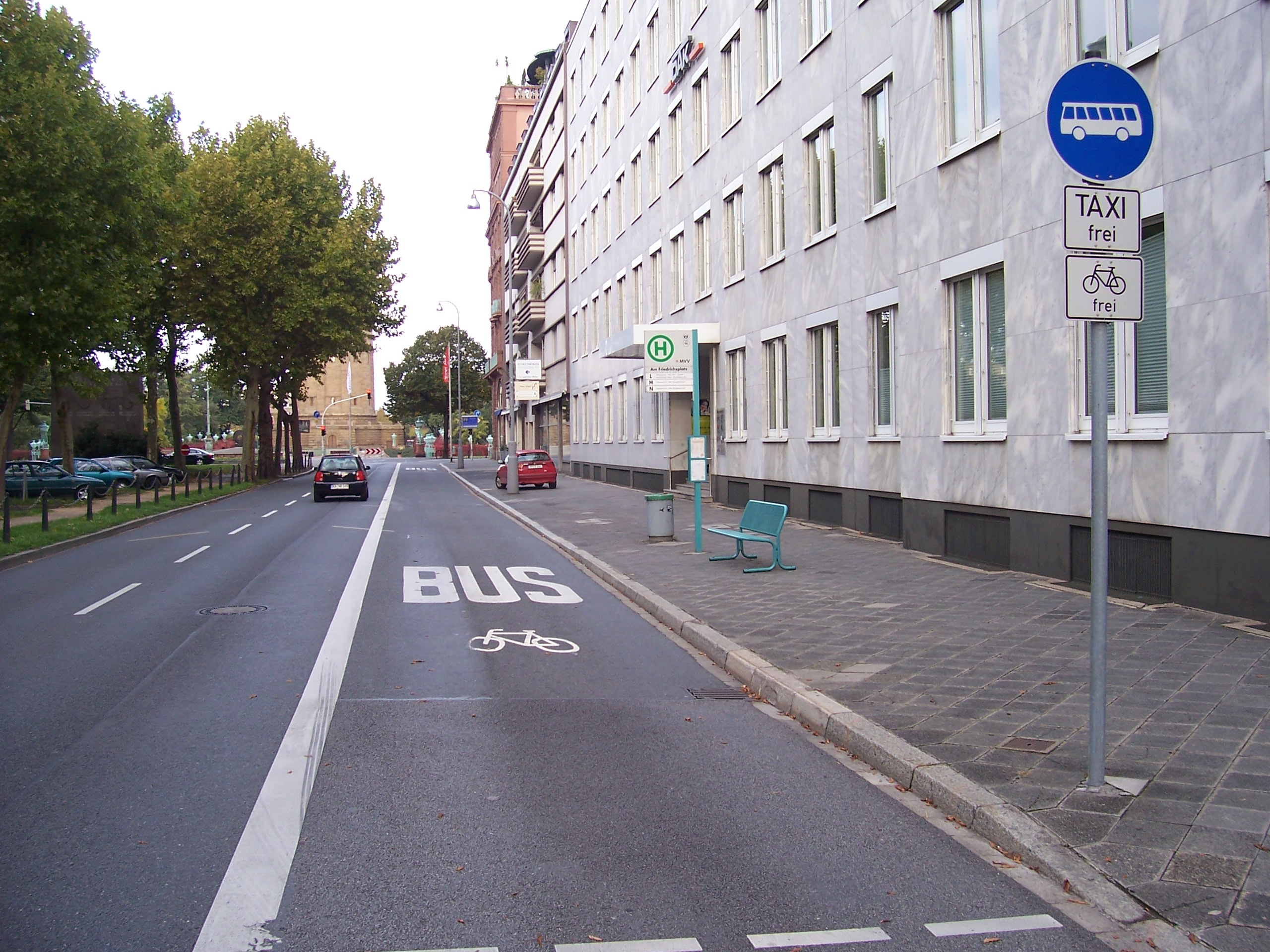
Beispiel eines Busfahrstreifens mit Freigabe für Radfahrer und Taxis

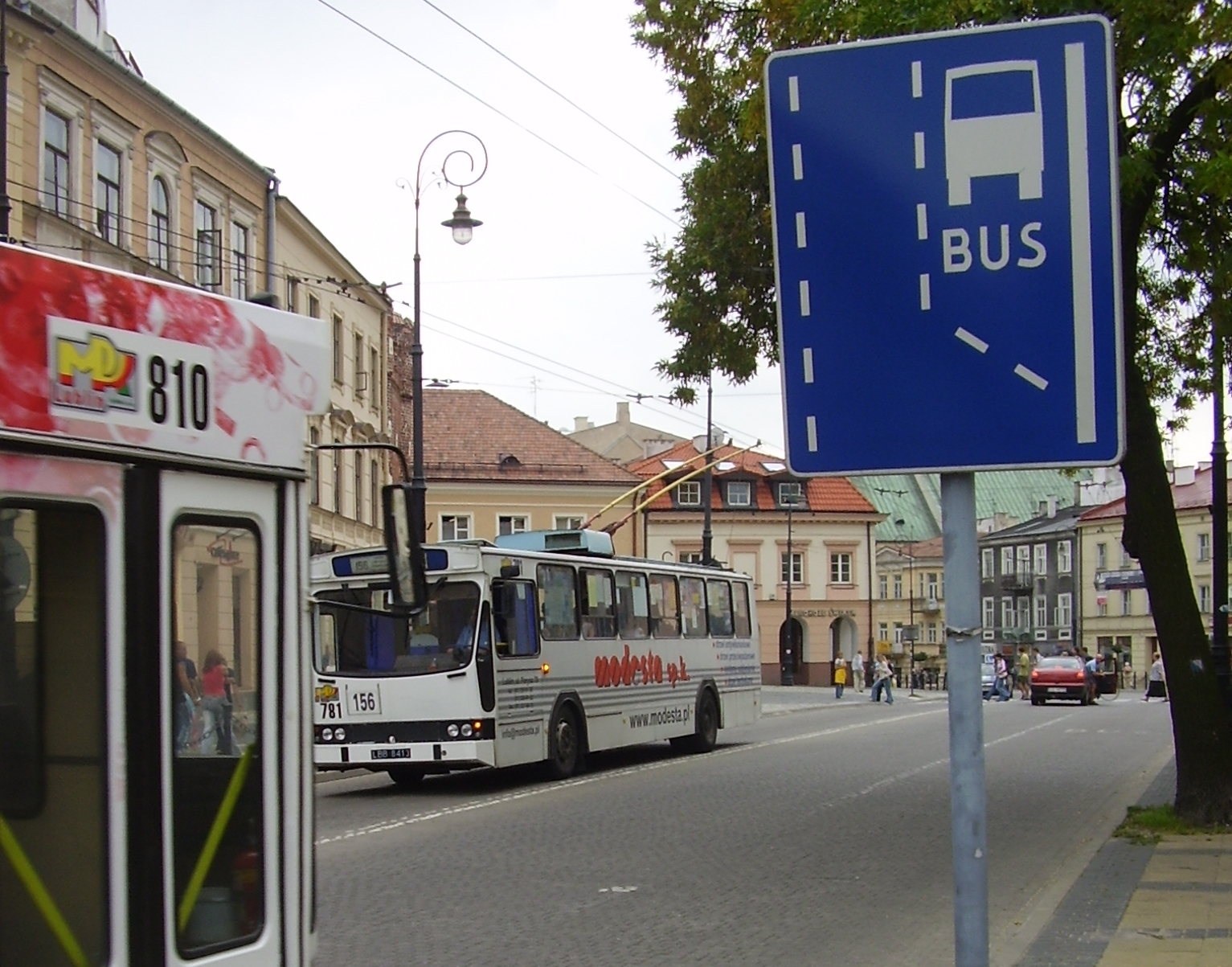
Hinweis auf den Beginn eines Busfahrstreifens in Lublin

Das deutsche Verkehrszeichen 245 „Bussonderfahrstreifen“

Als Busfahrstreifen oder Bussonderfahrstreifen (umgangssprachlich und fachsprachlich veraltet auch Busspur, Busfahrspur oder Bussonderspur genannt) ist ein speziell ausgeschilderter und gekennzeichneter, gelegentlich auch baulich abgegrenzter Fahrstreifen auf der Fahrbahn, dessen Benutzung nur für Omnibusse oder Oberleitungsbusse im Linienverkehr und mit dem Schulbus-Schild zu kennzeichnenden Fahrzeugen des Schüler- und Behindertenverkehrs zulässig ist. Abweichend von dieser Regel können Zusatzschilder die Benutzung auch für Busse des Gelegenheitsverkehrs (z. B. Reisebusse), Krankenfahrzeuge, Taxis, Fahrräder und elektrisch betriebene Fahrzeuge freigeben. Diese Freigabe kann auch zeitlich eingeschränkt erfolgen, zum Beispiel nur außerhalb der Hauptverkehrszeiten. Unter einer Busfahrbahn versteht man eine ganze Fahrbahn, die nur von Linienbussen, ggf. auch von Taxis, Radfahrern oder elektrisch betriebenen Fahrzeugen befahren werden darf.

## Beschreibung
Die Einrichtung von Busfahrstreifen hat das Ziel, möglichst viele Menschen in kurzer Zeit auf hochbelasteten Strecken in Ballungszentren (wie Großstädten) befördern zu können. Dies gelingt durch die Einräumung der Priorität des öffentlichen Personennahverkehrs (ÖPNV) gegenüber dem motorisierten Individualverkehr (MIV), unter anderem durch spezielle Ampelschaltungen, Busschleusen oder eben spezielle Fahrstreifen. Der Busfahrstreifen wird durch das Verkehrszeichen 245 in Verbindung mit Fahrbahnmarkierungen (Schriftzug „BUS“) auf der Straße gekennzeichnet. Den Bussen soll auf diese Weise ermöglicht werden, ungehindert von stockendem Verkehr möglichst fahrplangerecht verkehren zu können. Gelegentlich ist Bussen so auch das Befahren von Straßen erlaubt, die für den Individualverkehr komplett oder in einer Fahrtrichtung gesperrt sind. Busfahrstreifen verlaufen gelegentlich auch auf einem entsprechend befestigten Bahnkörper der Straßenbahn. Weitere Sonderfälle sind komplett eigentrassierte Bus-Rapid-Transit- und Spurbus-Systeme.

## Entwicklung
Neben der Mitbenutzung von abgetrennten Flächen für die Straßenbahn durch Linienbusse wurden 1968 die ersten Sonderfahrstreifen speziell für Linienomnibusse in Wiesbaden durch den Diplom-Ingenieur Rolf-Werner Schaaff eingerichtet, der als Leitender Baudirektor auch Leiter des Amts für Verkehrswesen der Landeshauptstadt war. Nach anfänglicher Skepsis und juristischen Problemen stieß das Projekt im In- und Ausland auf Interesse.
Kurze Zeit später, im Jahr 1970, begann auch die Stadt Berlin mit der Einrichtung von Busfahrstreifen.
Zu dieser Zeit entbehrten die Busfahrstreifen einer Rechtsgrundlage in der StVO, dies änderte sich erst mit der Novellierung der Straßenverkehrs-Ordnung (StVO) am 1. März 1971, in der eine Einführung von Busfahrstreifen ausdrücklich vorgesehen war.
Delegationen aus vielen Ländern (unter den ersten Japan) studierten vor Ort die Vorteile und richteten danach Busfahrstreifen im eigenen Land ein.
In Österreich wurde in Innsbruck Ende 1988 die erste Busspur in der Technikerstraße eröffnet.

## Busfahrstreifen mit Freigabe für andere Verkehrsteilnehmende

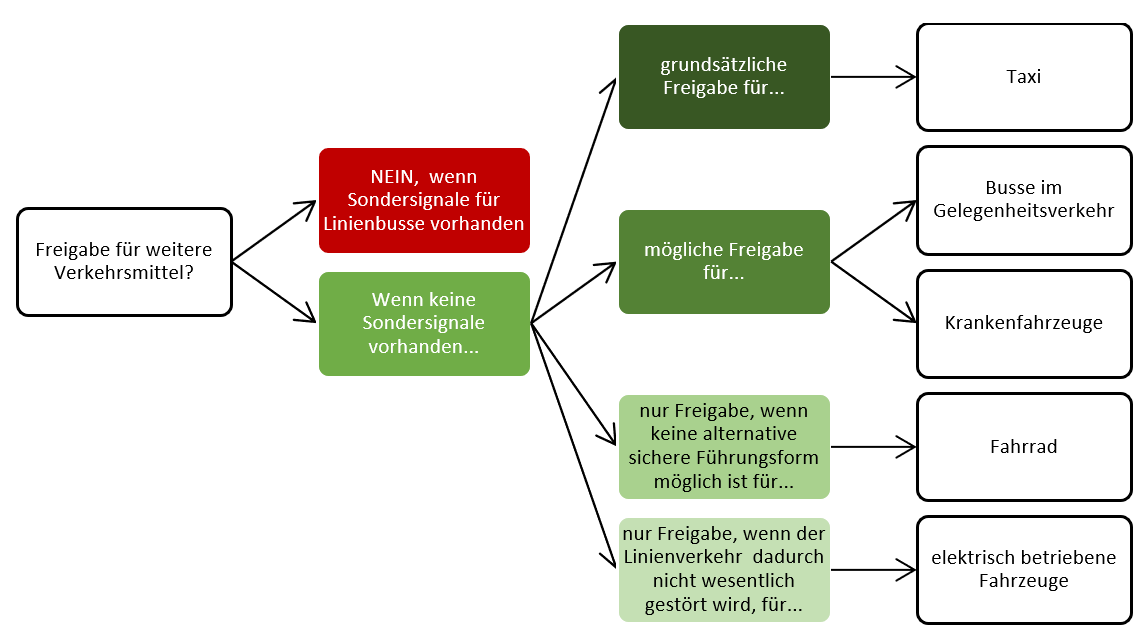
Übersicht der Freigabemöglichkeiten von Busfahrstreifen für andere Verkehrsmittel

Ein Busfahrstreifen kann für andere Verkehrsteilnehmende mithilfe von Zusatzzeichen freigegeben werden. Grundsätzlich sollen Taxis auf Busfahrstreifen in Deutschland zugelassen werden. Wenn jedoch Sondersignale für den Linienverkehr an einer Lichtsignalanlage vor angebracht sind, ist die Freigabe des Busfahrstreifens für weitere Verkehrsmittel zu unterlassen. Dies hat den Hintergrund, dass andere Verkehrsteilnehmende die Sondersignale nicht kennen, im Regelfall nicht ansteuern können und dadurch den Busverkehr an der Lichtsignalanlage behindern würden. Kann der Radverkehr nicht sicher auf dem Streckenabschnitt des Busfahrstreifens geführt werden, so ist der Busfahrstreifen für den Radverkehr freizugeben. Des Weiteren können Krankenfahrzeuge, Busse im Gelegenheitsverkehr und elektrisch betriebene Fahrzeuge auf Busfahrstreifen zugelassen werden. Dabei sollen elektrisch betriebene Fahrzeuge nach der allgemeinen Verwaltungsvorschrift zur Straßenverkehrs-Ordnung (VwV-StVO) nur dann auf Busfahrstreifen zugelassen werden, wenn der Linienverkehr nicht sonderlich durch diese gestört wird.

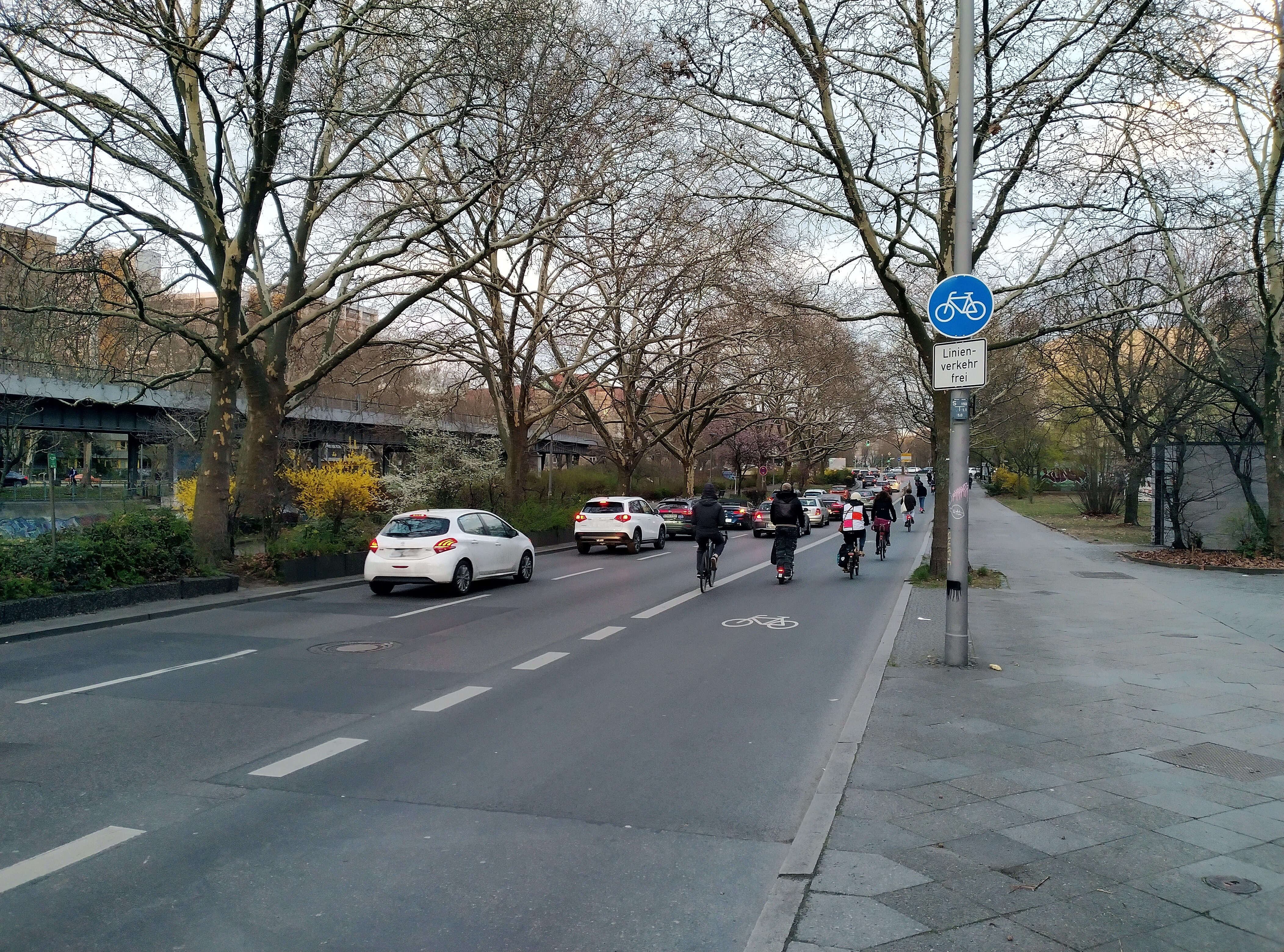
Radfahrstreifen mit Freigabe für den Linienbusverkehr am Waterloo-Ufer im Berliner Bezirk Friedrichshain-Kreuzberg

Nach Untersuchungen in Münster und Erfahrungsberichten anderer Städte ist eine Mitbenutzung von Busfahrstreifen durch Radfahrer weitgehend unproblematisch, wenn die Breite entweder schmal (3,00–3,50 m) oder ausreichend breit zum Überholen innerhalb des Busfahrstreifens (> 4,75 m) ist (siehe Literatur). Auf Netzabschnitten mit hoher Radverkehrsnutzung und geringer Fahrtendichte durch den Linienbusverkehr werden zudem zunehmend in deutschen Städten breite Radfahrstreifen für den Linienbusverkehr freigegeben. Solche Führungsformen des Verkehrs sind in Berlin z. B. am Waterloo-Ufer im Bezirk Friedrichshain-Kreuzberg oder an der Straße Unter den Eichen auf Höhe der Bushaltestelle „Unter den Eichen/Botanischer Garten“ im Bezirk Steglitz-Zehlendorf anzutreffen.
In Oberösterreich wurde 1998 in den Gemeinden Puchenau und Linz ein bestehender Busfahrstreifen auch für Autos mit drei oder mehr Insassen freigegeben. Jährlich würden so volkswirtschaftlich rund 270.000 Euro aus 60.000 Personenstunden Fahrzeitgewinn und Reduktion der CO2-Emission eingespart.
Mit 2005 begann Wien einzelne Busfahrstreifen für einspurige Kraftfahrzeuge freizugeben.
Die Stadt Düsseldorf beschloss am 9. Januar 2019 die Einführung von zwei Umweltspuren in der Merowingerstraße sowie der Prinz-Georg-Straße, um Dieselfahrverbote nach Möglichkeit zu verhindern. Diese dürfen von Bussen, Taxis, Fahrrädern und Elektroautos genutzt werden.

## Voraussetzung genügenden Bedarfs
Da es sich bei dem Busfahrstreifen in Deutschland nach StVO (Anlage 2 zu § 41 Absatz 1) um einen Sonderweg handelt, welcher durch das Verkehrszeichen 245 definiert ist, bedarf es zur baulichen Umsetzung eines Busfahrstreifens einer verkehrsbehördlichen Anordnung. Im § 44 der StVO ist festgelegt, dass die Straßenverkehrsbehörden der Städte und Landkreise für die Anordnung (das Aufstellen) der Verkehrszeichen zuständig sind. Somit wird in den Straßenverkehrsbehörden final die Entscheidung getroffen, wo ein Busfahrstreifen angeordnet wird, und wo nicht. Damit die Behörden eine Hilfestellung bei der Interpretation der StVO haben, gibt es die VwV-StVO. Diese Verwaltungsvorschrift regelt die konkrete Umsetzung der StVO in der Ausführung von Verkehrseinrichtungen und somit auch den Busfahrstreifen.
Nach der VwV-StVO zu Zeichen 245 sollen Busfahrstreifen in der Regel nur bei einer Frequenz von mindestens 20 Bussen des Linienverkehrs pro Stunde der stärksten Verkehrsbelastung eingerichtet werden, begründete Abweichungen sind jedoch zulässig, und bei zulässiger Benutzung eines Busfahrstreifens in beiden Richtungen – bei Möglichkeit zum Ausweichen auf andere Fahrspuren – wird die Anzahl leichter erreicht. Zudem musste bis vor kurzem bei der verkehrlichen Anordnung von Busfahrstreifen nach § 45 der StVO eine besondere örtliche Gefahrenlage herrschen, um die Anordnung vornehmen zu können. Diese Voraussetzung ist jedoch mit der StVO-Novelle vom 11. Dezember 2024 aufgehoben worden. Mit der aktuell verabschiedeten Novelle (Stand: 2. April 2025) der VwV-StVO, soll das Frequenzkriterium von mindestens 20 Bussen des Linienverkehrs zur verkehrlichen Spitzenstunde entfallen.

## Aktueller Stand und Regeln der Technik in Deutschland
Busfahrstreifen sind in der Verkehrsplanung streckenbezogene Maßnahmen zur gezielten Bevorrechtigung des Linienbusverkehrs gegenüber des Kraftfahrzeugverkehrs. Busfahrstreifen können auf ganzen Straßenzügen oder kleineren Straßenabschnitten innerhalb eines Busverkehrsnetzes angelegt werden. Dabei wird eine besonders hohe Wirkung erzielt, wenn der Abschnitt sowohl durch Busse als auch durch den Kraftfahrzeugverkehr stark belastet ist. Je stärker der Netzabschnitt ausgelastet ist, desto höher ist der mögliche Zeitgewinn pro Fahrt eines Busses auf einem neu dort eingerichteten Busfahrstreifen. Geeignete Einsatzbereiche für Busfahrstreifen sind zudem stark ausgelastete Knotenpunkt- (Kreuzungs-) zufahrten, welche mit einer Lichtsignalanlage gesteuert werden. Hier können Busfahrstreifen dafür sorgen, dass die Linienbusse an den Rückstauungen des Kraftfahrzeugverkehrs vorbei bis an die Haltelinie an die Lichtsignalanlage fahren können. Es wird empfohlen in Kombination zu dem Busfahrstreifen eine bevorrechtigende Lichtsignalanlagenschaltung für den Linienbusverkehr einzurichten.
In Deutschland wird von der Forschungsgesellschaft für Straßen- und Verkehrswesen (FGSV) die reguläre Breite eines Busfahrstreifens von 3,50 m empfohlen. Das empfohlene Regelmaß von 3,50 m kann bei erheblich eingeschränkter Flächenverfügbarkeit auf minimal 3,00 m Breite reduziert werden. Breiten unterhalb des Regelmaßes sollten jedoch die Ausnahme bilden und nur unter Einbezug der örtlich betroffenen Nahverkehrsunternehmen angewendet werden. Von einer baulich getrennten Führung des Linienbusverkehrs auf Busfahrstreifen, wird bei Breiten kleiner als 3,25 m abgeraten.
Busfahrstreifen können unterschiedlich in den Straßenraum integriert werden. Dabei sind stets die besonderen örtlichen Gegebenheiten zu berücksichtigen. In den Empfehlungen für Anlagen des öffentlichen Personennahverkehrs (EAÖ) der FGSV werden drei grundsätzliche Führungsformen von Busfahrstreifen unterschieden:
1. Busfahrstreifen in Mittellage
2. Busfahrstreifen in Seitenlage
3. baulich getrennte Busfahrstreifen

Alle Führungsformen haben ihre besonderen Merkmale und Anwendungsbereiche mit den damit verbundenen Vor- und Nachteilen, welche im Folgenden erläutert werden.

### Busfahrstreifen in Mittellage

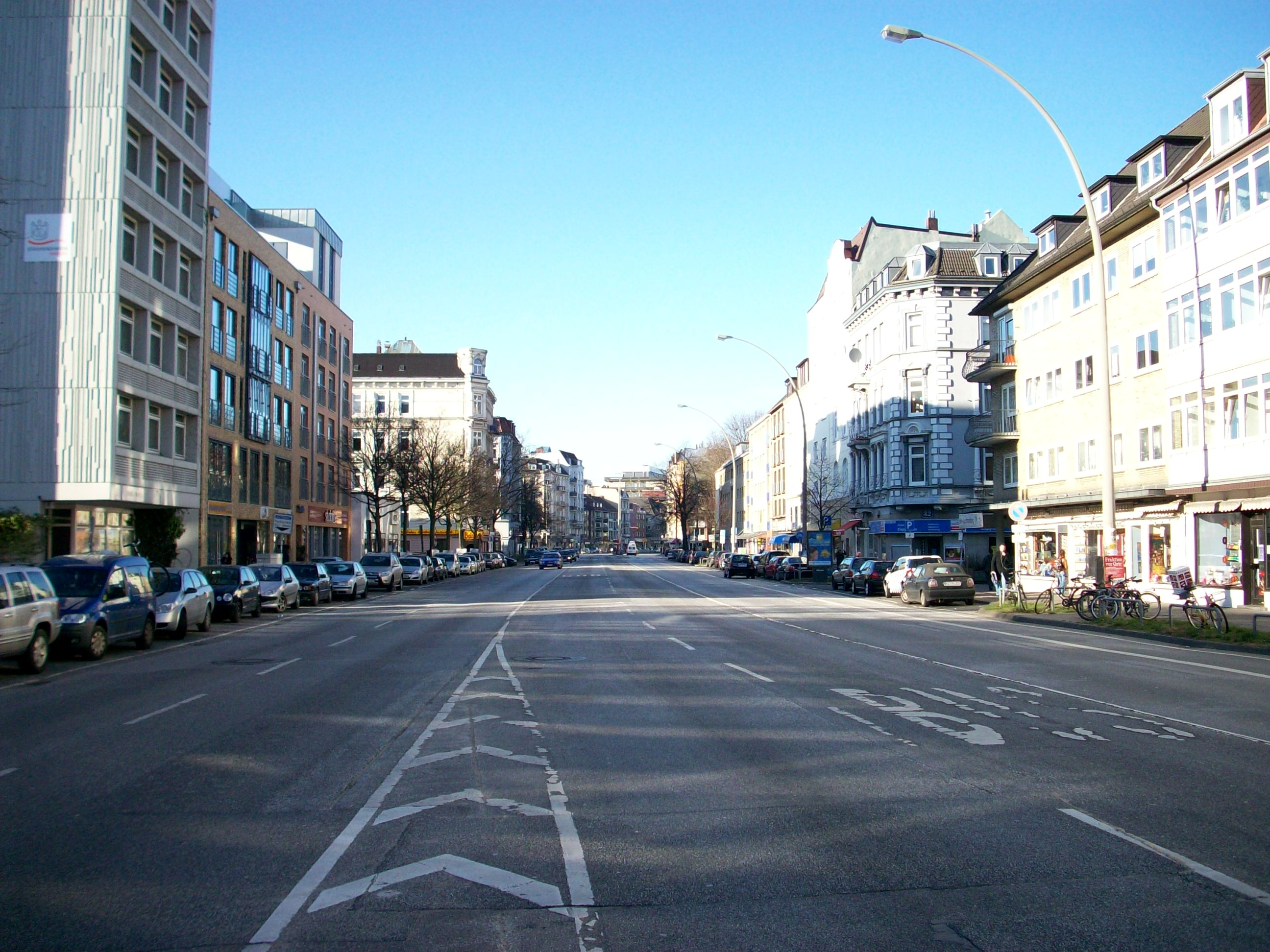
Busfahrstreifen in Mittellage auf der Grindelallee in Hamburg

Für die Einrichtung von Busfahrstreifen in Mittellage, werden besonders breite Flächen im Straßenquerschnitt benötigt, da Haltestellen im mittleren Bereich der Straße für die Fahrgäste angelegt werden müssen. Dementsprechend groß sind auch die Haltestellenabstände. Bei der Führung in Seitenlage entfallen diese Flächen, da die Warteflächen für die Fahrgäste an Haltestellen zumeist auf den bereits vorhandenen Gehwegen untergebracht werden. Zudem bedarf es bei der Führung in Mittellage angemessener Querungsmöglichkeiten für den Fußverkehr, da ansonsten eine zu hohe Trennwirkung im Straßenraum durch den in der Mitte geführten Busfahrstreifen entstehen würde. Aus Sicherheitsgründen wird in der EAÖ der FGSV ausdrücklich darauf hingewiesen, dass eine Freigabe des Busfahrstreifens in Mittellage für den Radverkehr verboten ist.
Die Anwendung von in der mitte geführten Busfahrstreifen wird bei hohen Randnutzungen des Straßenraums empfohlen, um die Gehwege durch den Wegfall der angesprochenen Wartebereiche für Fahrgäste zu entlasten. Zudem entfallen Behinderungen durch Anlieger-, Liefer- und Ladeverkehre, die bei erhöhten Randnutzungen des Straßenraums bei einem Busfahrstreifen in Seitenlage zu erwarten wären. Bei eingeschränkter Flächenverfügbarkeit kann auch der Busfahrstreifen in Mittellage im Einrichtungsbetrieb oder Richtungswechselbetrieb eingerichtet werden. Im Richtungswechselbetrieb wird der Busfahrstreifen durch Lichtzeichen abwechselnd in eine der beiden Fahrtrichtungen freigegeben.
Die gemeinsame Nutzung mit der Straßenbahn ist ebenfalls mit einer Ausnahmegenehmigung der technischen Aufsichtsbehörde möglich. In diesem Fall ist eine Freigabe der Mitnutzung durch andere Verkehrsmittel ausgeschlossen.

### Busfahrstreifen in Seitenlage

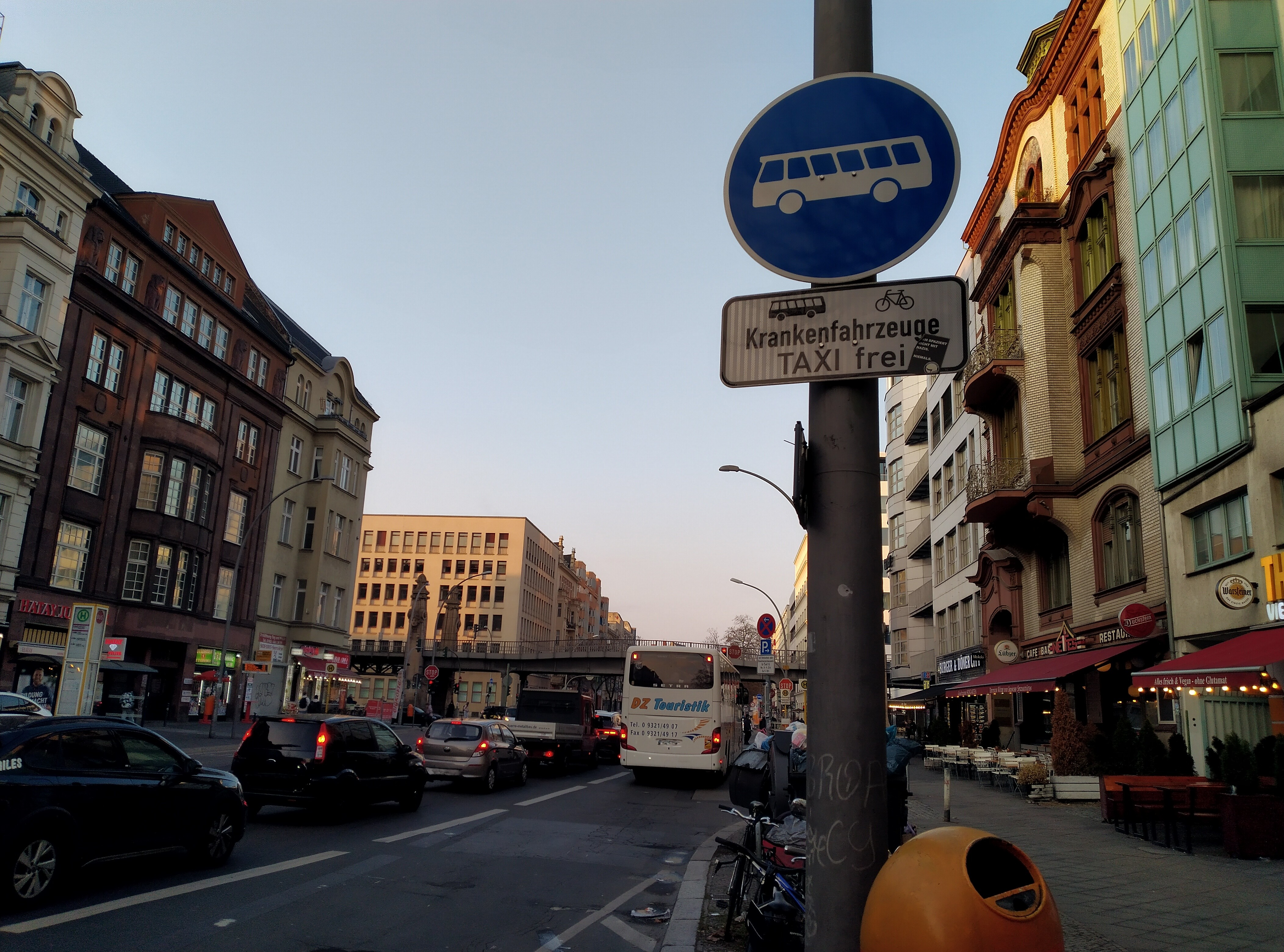
Busfahrstreifen in Seitenlage auf der Potsdamer Straße im Berliner Bezirk Tempelhof-Schöneberg

Der Busfahrstreifen in Seitenlage ist die am meisten verbreitetste Führungsform in Deutschland. Da sich die Haltestellen ebenfalls in Seitenlage befinden ist eine deutlich vereinfachte Erreichbarkeit dieser für die Fahrgäste gegeben. Busfahrstreifen in Seitenlage haben zudem eine geringere Trennwirkung im Straßenraum, als Busfahrstreifen in Mittellage. Wenn dem Radverkehr keine gesonderten Flächen zur Verfügung stehen, muss dieser auf dem Busfahrstreifen zugelassen werden, um die Sicherheit der Radfahrenden gewährleisten zu können. Grundsätzlich sollte bei geringer Fahrtenzahl der Linienbusse pro Stunde der Busfahrstreifen in Seitenlage gewählt werden.
Neben der geringen Fahrtenzahl sind günstige Einsatzbereiche, wenn die Straßenraumbreiten nicht für die Führung in Mittellage ausreichen, keine an die Straße angrenzende Bebauung vorhanden ist, oder bei Bebauung, die Liefer-, Lade- und Anliegerverkehre in Seitenstraßen oder auf Innenhöfe verlagert werden können.

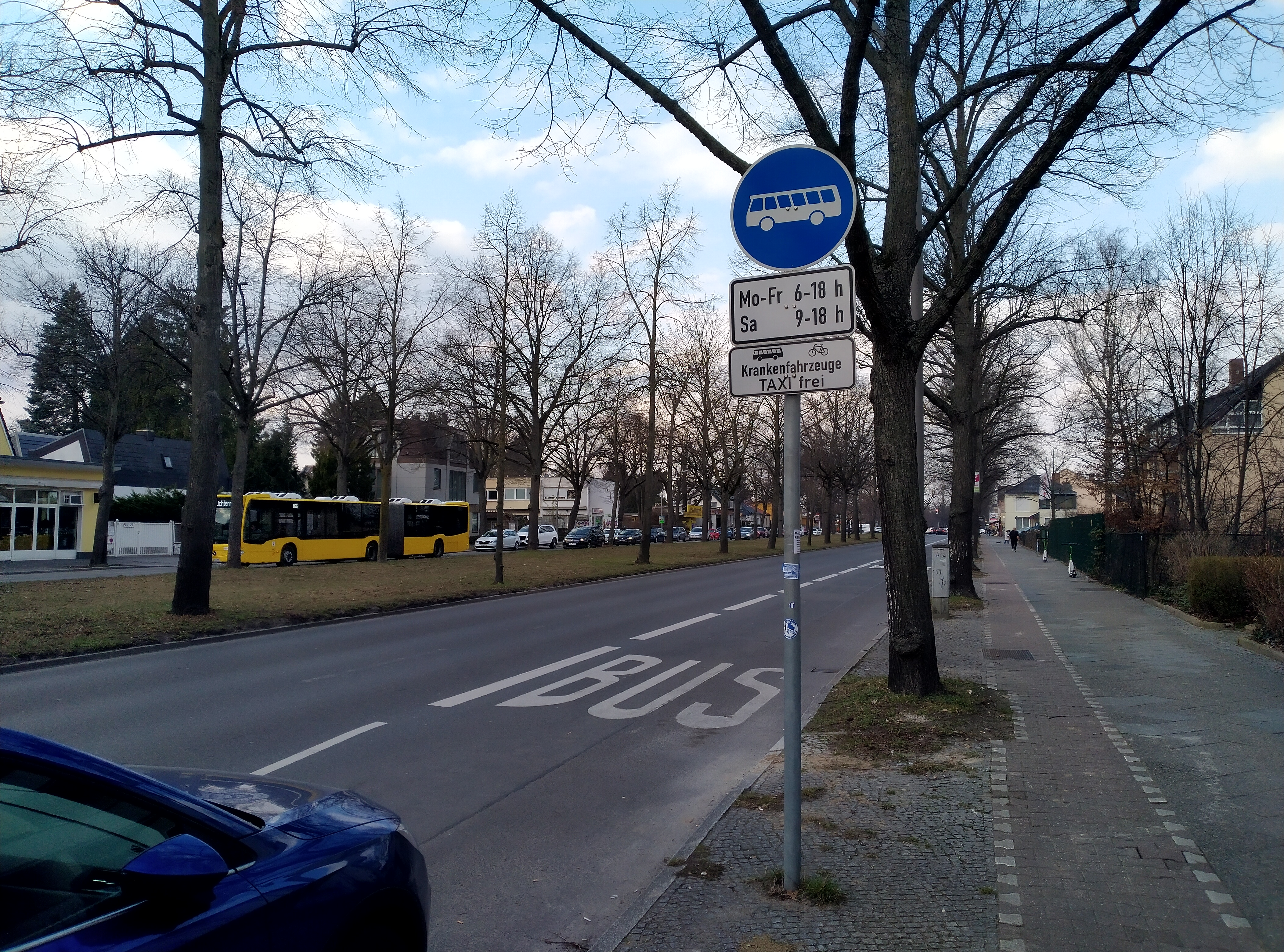
Busfahrstreifen in Seitenlage mit zeitlicher Beschränkung auf dem Lichtenrader Damm im Berliner Bezirk Tempelhof-Schöneberg

Wenn die Liefer-, Lade- und Anliegerverkehre nicht in Seitenstraßen oder Innenhöfen abgewickelt werden können, kommt nur eine Anordnung des Busfahrstreifens mit zeitlicher Beschränkung in Betracht, um die Erschließung der angrenzenden Grundstücke außerhalb der Reservierungszeit gewährleisten zu können. Die Zeiträume hierfür sollten möglichst einheitlich im gesamten Busverkehrsnetz gewählt werden. Vor und nach der Reservierungszeit sind Pufferzeiten von je 30 Minuten vorzusehen.

### Baulich getrennte Busfahrstreifen

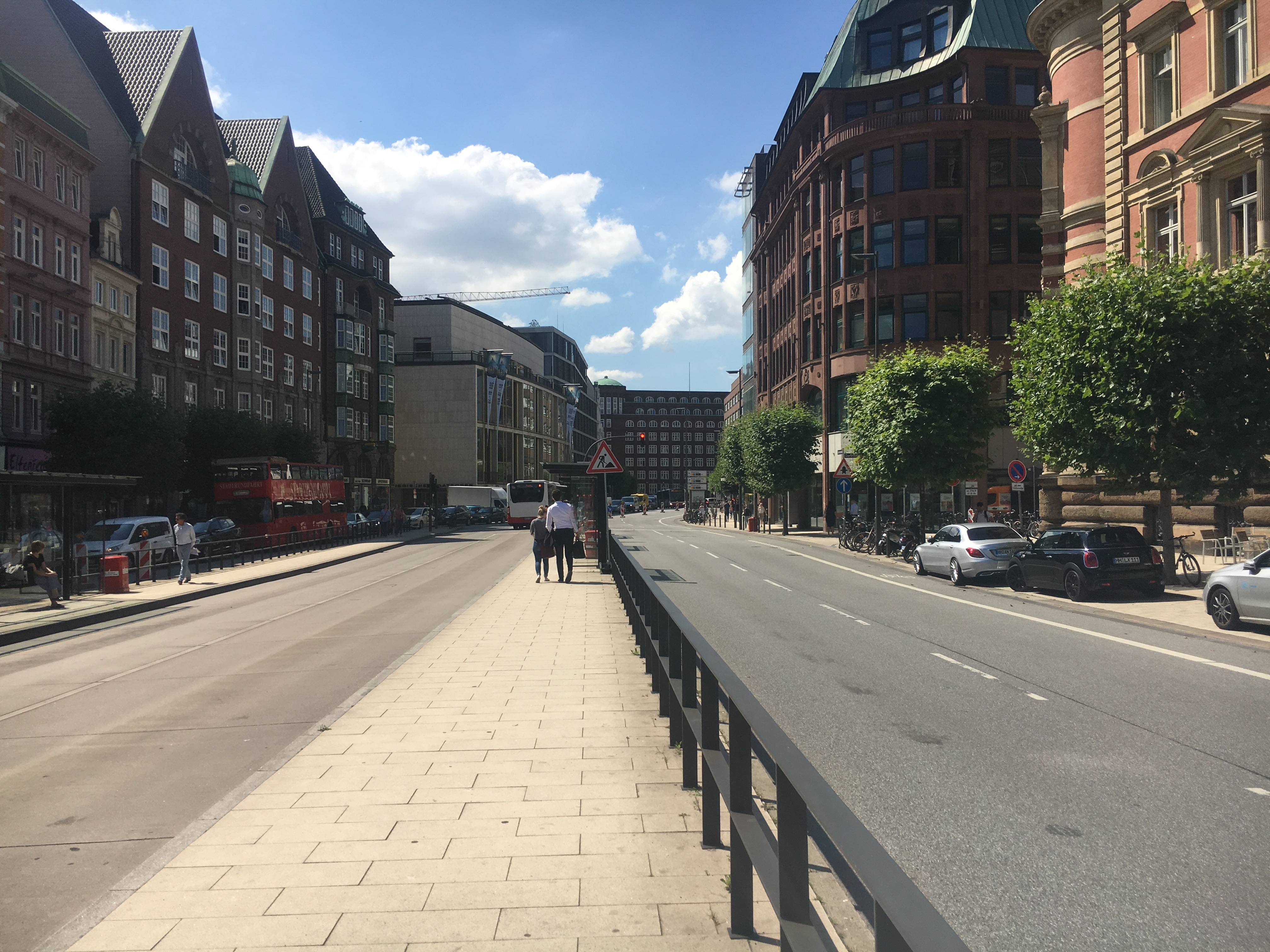
Baulich getrennter Busfahrstreifen in Mittellage auf der Dammtorstraße in Hamburg

Eine Abgrenzung durch Borde oder Grünstreifen ist in allen Straßenlagen bei Busfahrstreifen möglich. Die Form und Höhe der Borde sind den örtlichen Gegebenheiten und umliegenden Nutzungen anzupassen. Die Förderfähigkeit solcher Vorhaben ist für Busfahrstreifen in Mittellage in Deutschland gegeben, für die Seitenlage aber vom Fördermittelgebenden abhängig.
Besonders geeignet ist eine bauliche Trennung bei gemeinsamer Führung mit der Straßenbahn, da die Freigabe für andere Verkehrsteilnehmende in diesem Fall ohnehin nicht erfolgen darf. Grundsätzlich dient die bauliche Trennung aber der Verhinderung unerwünschter Nutzungen des Busfahrstreifens durch andere Verkehre.

## Nutzungskonflikte auf Busfahrstreifen
Grundsätzlich werden an einen Straßenraum zum einen durch die anliegende Bebauung und zum anderen durch übergeordnete Netze Nutzungsansprüche gestellt. Die Aufgabe der Straßenverkehrsplanung ist es, die Nutzungsansprüche unter Berücksichtigung übergeordneter Zielsetzungen zu gewichten und die Flächen im Straßenraum entsprechend an die Nutzergruppen zu verteilen. Dabei herrscht gerade in stark genutzten Straßenräumen zwischen den unterschiedlichen Nutzenden ein hoher Konkurrenzkampf um die vorhandenen Flächen. Da u. a. genau an diesen Stellen Busfahrstreifen für die gezielte Bevorrechtigung des Linienbusverkehrs zum Einsatz kommen, werden Busfahrstreifen häufig widerrechtlich von anderen Verkehrsteilnehmenden mitgenutzt.
Die Bundesanstalt für Straßenwesen (BASt) hat in einer Verkehrserhebung auf elf verschiedenen Busfahrstreifen in Deutschland zusätzlich zu den erlaubten Nutzungen der Busfahrstreifen auch widerrechtliche Nutzungen der Busfahrstreifen erhoben. Auswertungen von Erhebungsdaten der BASt zeigen, dass auf den elf untersuchten Abschnitten mit Busfahrstreifen zu den erlaubten Nutzungen 57 % dieser als widerrechtliche Nutzungen hinzukommen. So kommen auf einem Busfahrstreifen, welcher durch 100 Fahrzeuge pro Stunde legal genutzt wird, weitere 57 Fahrzeuge durch widerrechtliche Nutzungen hinzu. Somit nutzen in diesem Beispiel 157 Fahrzeuge pro Stunde den Busfahrstreifen.
Zudem zeigen die Ergebnisse der Studie der BASt, dass Busfahrstreifen in Abhängigkeit von ihrer Führungsform unterschiedlich anfällig für widerrechtliche Nutzungen sind. Bei Busfahrstreifen in Mittellage fallen die widerrechtlichen Mitnutzungen durch den Kraftfahrzeugverkehr geringer aus, als auf Busfahrstreifen in Seitenlage. Auf baulich getrennten Busfahrstreifen sind diese Nutzungen ebenfalls gering. Dafür sind aber bei baulicher Trennung widerrechtliche Mitnutzungen durch den Radverkehr festzustellen, sofern die Nutzung des Busfahrstreifens für den Radverkehr untersagt ist.

## Kapazität eines Busfahrstreifens
Im Folgenden soll die Kapazität eines gewöhnlichen Fahrstreifens mit der eines Busfahrstreifens verglichen werden.

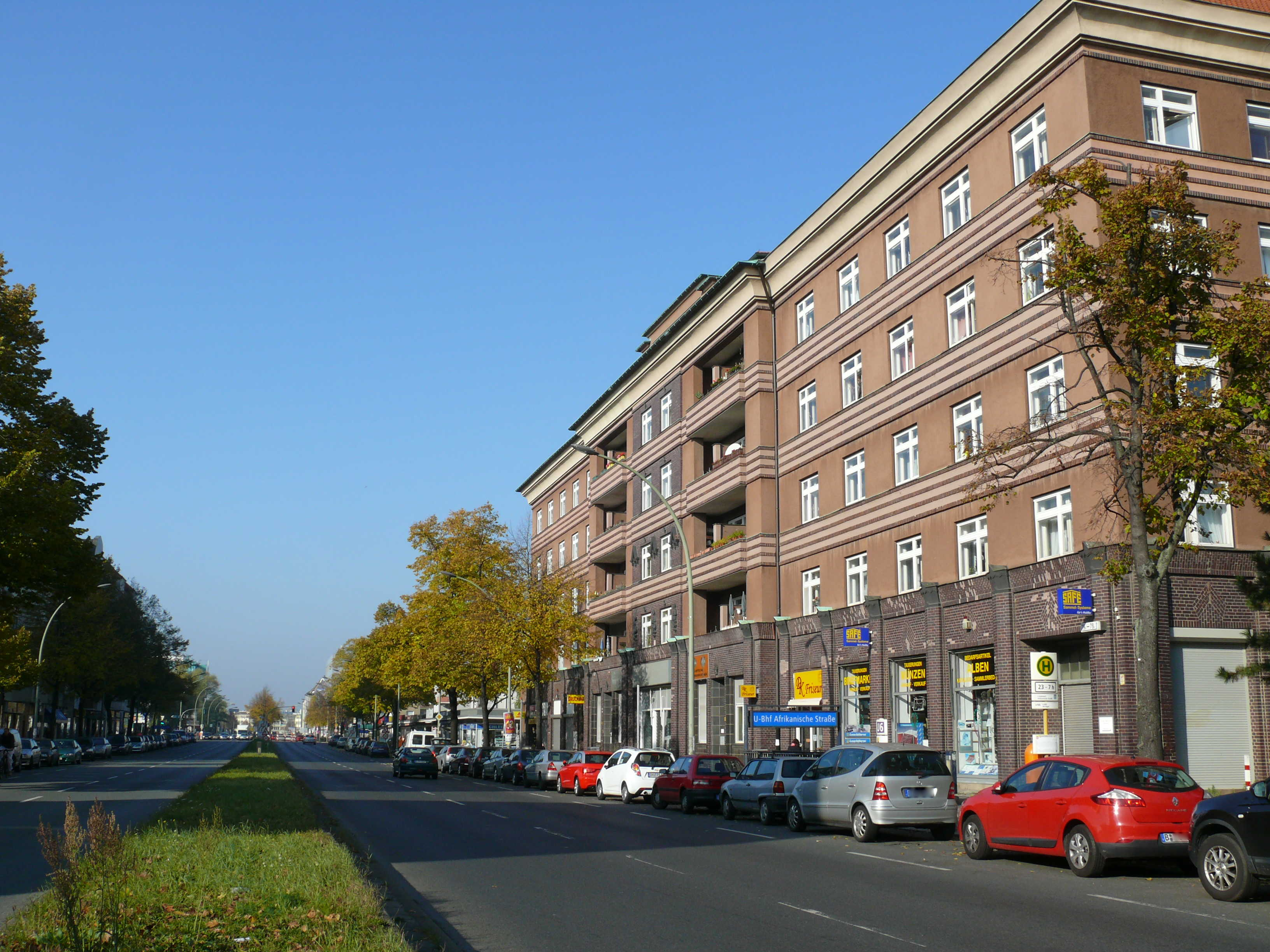
Vierstreifige Hauptverkehrsstraße mit Grünstreifen in Mittellage und beidseitigem Parken auf der Fahrbahn (hier die Müllerstraße im Berliner Bezirk Mitte)

Für die Gegenüberstellung wird ein Straßenquerschnitt betrachtet in dem die Anordnung eines Busfahrstreifens von den Platzverhältnissen möglich ist. Hierfür wird ein „typischer“ vierstreifiger Stadtstraßenquerschnitt mit Mittelstreifen verwendet. Nach den Beschreibungen auf Seite 70 der Richtlinien für die Anlage von Stadtstraßen (RASt) der FGSV hat ein solcher Straßenquerschnitt eine Belastungsgrenze von 1800–2600 Fahrzeugen pro Stunde pro Fahrtrichtung. Im Mittel sind dies 2200 Fahrzeuge pro Stunde auf zwei Fahrstreifen. Einer dieser beiden Fahrstreifen hat demnach im Mittel eine Belastungsgrenze von 1100 Fahrzeugen pro Stunde. Wird nun der durchschnittliche Besetzungsgrad eines Personenkraftwagens (Pkw) in Deutschland aus dem Jahr 2017 von 1,44 Personen pro Pkw auf die 1100 Fahrzeuge angewendet, so ergibt sich, dass 1584 Personen pro Fahrstreifen pro Stunde diesen passieren können.
Ein Busfahrstreifen als abgeschlossenes System, damit ist gemeint, dass Busse den Busfahrstreifen nicht verlassen können, hat nach Verkehrssimulationen der BASt eine Kapazität von 80 Bussen pro Stunde bei einer zugelassenen Mitnutzung durch „andere Verkehre“ in einer Stärke von adäquaten 120 Fahrzeugen pro Stunde. „Andere Verkehre“ können z. B. Fahrräder, Krankenfahrzeuge und Taxis sein. Nach dem Verband Deutscher Verkehrsunternehmen (VDV) hat ein Linienbus in Deutschland eine durchschnittliche Besetzung von 22,4 Personen pro Fahrzeug. Wird der Besetzungsgrad mit den 80 Bussen pro Stunde multipliziert, so ergibt sich, dass 1792 Personen pro Stunde auf dem Busfahrstreifen befördert werden können. Gegenüber den stündlich passierenden Personen auf einem normalen Fahrstreifen von 1584 Personen pro Stunde sind 1792 Personen pro Stunde auf einem Busfahrstreifen höher. Wenn davon ausgegangen wird, dass die Busse mit 70 Fahrgästen pro Bus stark besetzt sind, dann könnten 5600 Personen pro Stunde auf dem Busfahrstreifen befördert werden. Die 70 Fahrgäste pro Bus entsprechen einem fast voll besetzten Solobus oder einem stark besetzten Gelenkbus bzw. Doppeldeckerbus.